# 松川一代
松川 一代（まつかわ かずよ、1970年1月7日 - ）は、日本の元女子バレーボール選手。

## 来歴
北海道芦別市出身。ワールドカップのテレビ中継で影響を受けて、中学1年よりバレーボールを始める。
旭川実業高等学校を卒業後、1988年ダイエーバレーボール部に入部。1990年、全日本メンバーに選出され、世界選手権を経験。1994年のアジア大会にも出場し活躍した。1998年、現役引退。

## 球歴
- 全日本代表 - 1990、1994-1995年
- 全日本代表としての主な国際大会出場歴
  - 世界選手権 - 1990年

## 受賞歴
- 1990年 - 第23回日本リーグ ブロック賞

## 所属チーム
- 啓成中
- 旭川実業高等学校
- ダイエーオレンジアタッカーズ（1988-1998年）